# Tågräddarna
Tågräddarna (engelska: The Railway Children) är en brittisk familjefilm från 1970 i regi av Lionel Jeffries. Filmen är baserad på Edith Nesbits barnbok Järnvägsbarnen från 1906.
1999 placerade British Film Institute filmen på 66:e plats på sin lista över de 100 bästa brittiska filmerna genom tiderna.

## Rollista i urval
- Jenny Agutter – Roberta 'Bobbie' Waterbury
- Sally Thomsett – Phyllis Waterbury
- Gary Warren – Peter Waterbury
- Dinah Sheridan – Mrs. Waterbury
- Iain Cuthbertson – Charles Waterbury
- Bernard Cribbins – Albert Perks
- William Mervyn – Äldre gentleman
- Peter Bromilow – Doktor Forrest